# ヨゼフ・フライナーデメッツ
ヨゼフ・フライナーデメッツ （ドイツ語：Joseph Freinademetz, 中国語：福若瑟、1852年4月15日 – 1908年1月28日）は、カトリック教会の聖人で、中国で宣教した神言会司祭である。

## 青少年期
ジョバンマティア・フライナーデメッツとアンナ・マリア・フライナーデメッツの４番目の子供として、当時はオーストリア帝国の一部で、現在はイタリア領のドロミーティ南部にあるバディーアの町のオイエスで生まれた。ブレッサノーネの教区神学校で学び、1875年7月25日に司祭に叙階された。その後、彼は故郷からそう遠くはないサン・マルティーノ・ディ・バディーアの担当に割り当てられた。
学習中及びサン・マルティーノの3年間で、彼は常に宣教師への召命を感じていた。オランダのシュタイルにある神言会の創立者であるアーノルド・ヤンセンと連絡を取った。両親と司教の許可により、1878年8月にシュタイルに移り、宣教師としての養成を受けた。

## 宣教活動

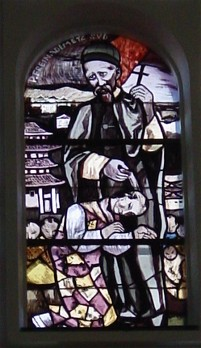
オーストリアリエシンクの教会のステンドグラス

1879年3月、彼とその同僚であるヨハン・バプティスト・フォン・アンツァー, 中国名：安治泰）は、香港への船に乗り、5週間後に到着した。彼等はそこに2年間滞在した。フライナーデメッツは、1880年まで西貢を拠点とし、1879年には 塩田仔に教会を建てた。1881年に彼等は任地である山東省に移った。彼等の到着した頃には、居住していた省の1,200万人の内、僅か158人が洗礼を受けていた。27年の間に受洗者は20万人となり、求道者は4万3千人余りとなった。 
彼は、「全ての人が理解する言葉は愛です」と語っていた。また、故郷に宛てた手紙で、「私は天国でも、やはり中国人でありたいと思います。中国人の為に千回死ぬより他の願いはありません。ただ、中国の同胞の間に私の骨を埋葬することを希望します」と書いている。
フライナーデメッツは、中国人の信者や司祭の教育に非常に活動的であった。彼は宣教活動の重要な部分であると考えていた公教要理のマニュアルを、中国語で著した。
1889年、彼は喉頭炎と結核に罹り、アンツァー司教と他の司祭達は、日本に行って健康を取り戻す様に説得した。彼は後に中国に戻ったが、完全に回復したわけではなかった。司教がヨーロッパへの旅行のために中国を離れなければならなくなった時、教区の運営はフライナーデメッツに託された。

## 逝去
その頃チフスが流行し、彼は自分が感染するまでは、どこでも出来る限り救護の手を差し伸べた。彼は山東省済寧に戻り、1908年1月28日に、55歳で戴庄の神言会修道院でこの世を去り、そこの墓地に埋葬された。

## 列聖
フライナーデメッツとアーノルド・ヤンセンは、共に教皇パウロ6世によって、神言会創立百周年に当たる年の1975年10月19日に列福された。
その後、1987年3月に南山大学に在学していた男子学生が白血病で危篤となったが、フライナーデメッツの取次により完治したことが調査で正式に認定され、再びアーノルド・ヤンセンと共に、2003年10月5日に教皇ヨハネ・パウロ2世により、聖人の列に加えられた。